# Dimitri Monstein

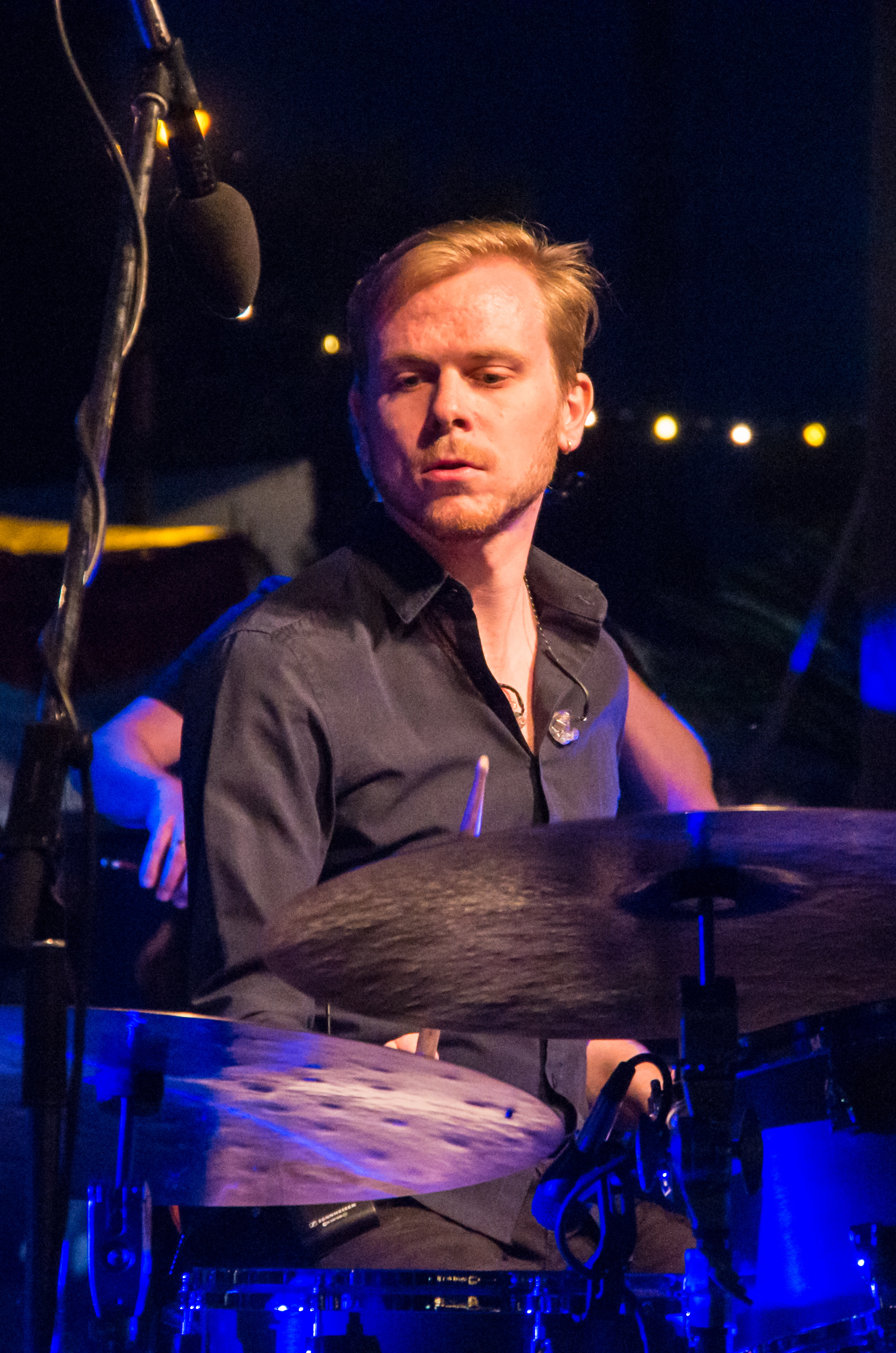
Dimitri Monstein (2019)

Dimitri Monstein (* 2. September 1991 in Zürich) ist ein Schweizer Jazzmusiker (Schlagzeug, Komposition, Orchesterleitung).

## Leben und Wirken
Monstein, der in seiner Geburtsstadt aufwuchs, erhielt bereits mit fünf Jahren ersten Schlagzeugunterricht bei Eckhard Fiebig von der Philharmonia Zürich. 2012 begann er sein Studium an der Hochschule für Kunst, Design und Populäre Musik Freiburg, bevor er nach einem Jahr an die Zürcher Hochschule der Künste wechselte, wo er 2016 den Bachelor erhielt. Sein Masterstudium an derselben Hochschule beendete er 2018 mit Auszeichnung.
Seit 2016 leitet er neben seinem Quartett auch sein um ein Streichquartett erweitertes Dimitri Monstein Ensemble, mit dem er in der Schweiz und in Deutschland tourte, aber auch in Rumänien auftrat. 2017 veröffentlichte das Monstein Ensemble den Videoclip zur gleichnamigen Single Landscape; das gleichnamige Album erschien 2019 bei Unit Records und wurde vom NDR als „Album der Woche“ vorgestellt. 2022 folgte beim selben Label sein hymnisches, streicheroreintiertes Album The Cello Session.
Neben den eigenen Projekten spielt Monstein unter anderem Schlagzeug in der Zirkushhow Salto Natale von Rolf Knie. Als Sideman spielte er mit dem Zurich Jazz Orchestra, Swiss Jazz Orchestra, Christoph Walter Orchestra, Pe Werner, FatCat, Nicole Johänntgen, JazzAar 2016, Bruno Frey Nascimento 4 feat. Ben van Gelder, aber auch mit Pirmin Huber, Heimweh, Alejandro Reyes, Andrea Bocelli und Helene Fischer. Zudem war er Schlagzeuger in der Swiss Army Big Band unter der Leitung von Edgar Schmid.

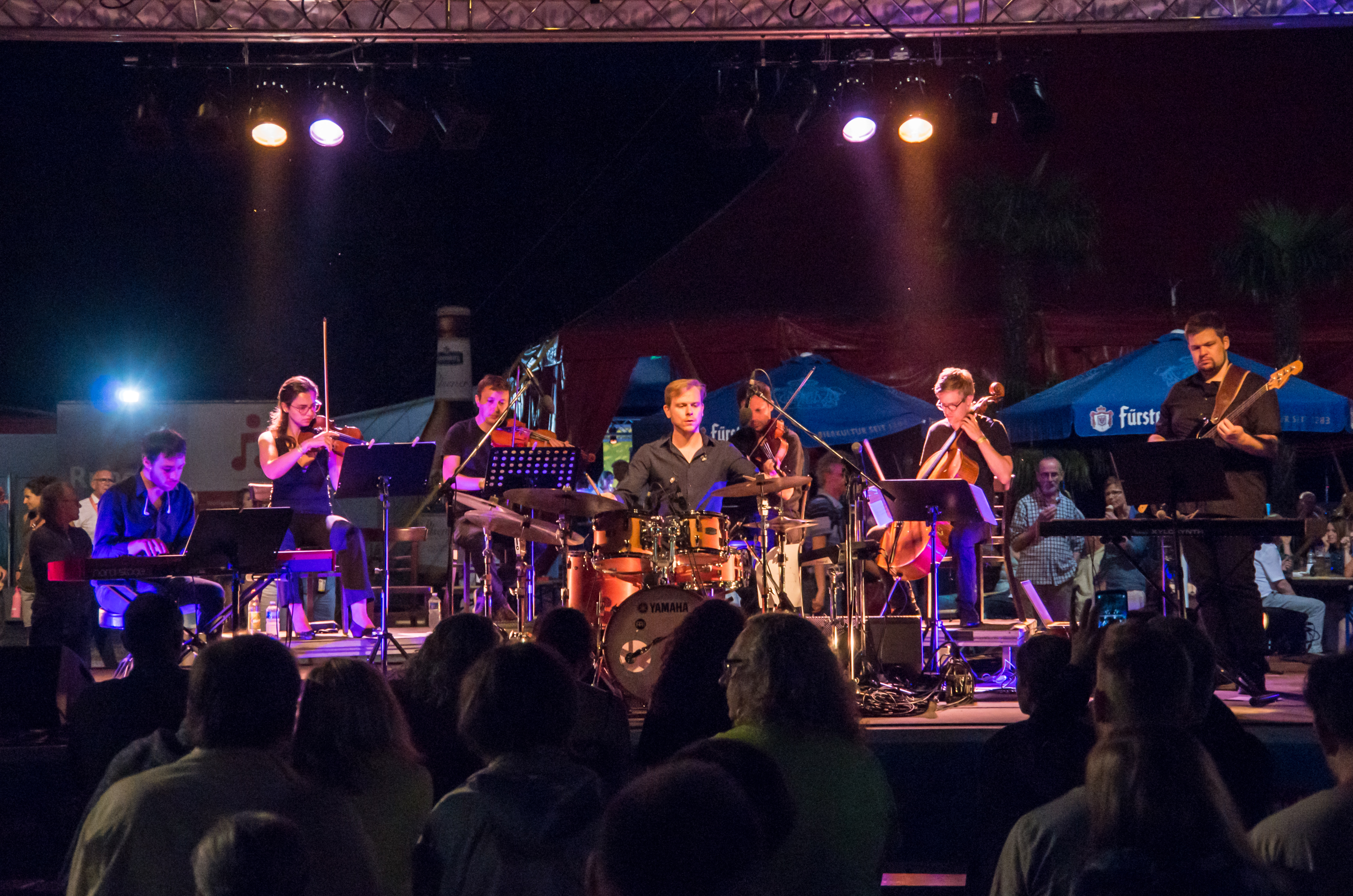
Das Dimitri Monstein Ensemble auf dem Zelt-Musik-Festival 2019 in Freiburg